# 耳をすませば
『耳をすませば』（みみをすませば、英語: Whisper of the Heart）は、柊あおいによる日本の漫画。『りぼん』（集英社）において、1989年8月号から11月号まで連載された。略称は「耳すま」。
1995年にアニメーション映画化（#アニメ映画参照）、2022年に実写映画化された（#実写映画参照）。
続編に『耳をすませば〜幸せな時間〜』がある。

## 概要
同作は『りぼん』の1989年8月号 - 11月号にて連載され、1990年、りぼんマスコットコミックスにて単行本化。続編の『耳をすませば〜幸せな時間〜』は『りぼんオリジナル』1995年8月号に掲載され、1996年にりぼんマスコットコミックスにて「桔梗の咲く頃」同時収録により単行本化された。2005年には、同作の文庫本（コミック版）が『耳をすませば〜幸せな時間〜』と同時収録されて発売された。全1巻。
1995年にスタジオジブリにて、アニメーターの近藤喜文の初監督作品としてアニメーション映画化（#アニメ映画参照）。原作漫画版とアニメ映画版では設定や展開が異なる。アニメ映画版では、背景美術として東京都の多摩市・日野市・武蔵野市を描写した絵柄が多く見られる。

## あらすじ

### 耳をすませば
読書が大好きな中学1年生の少女月島雫は、図書貸し出しカードに天沢聖司という名がたびたびあることに気が付き、顔も知らない彼への思いを巡らす。そんなある日、電車の車内で出会った猫に導かれ、地球屋という不思議な店に迷い込む。

### 耳をすませば 幸せな時間
中学生最後の夏休み、「受験生」という立場を持てあまし気味の雫はちょっと憂鬱である。そんなとき、空から降ってきた不思議な羽を拾う。その本体である翼について調べるうちに「猫の図書館」に行き着く。

## 小説
漫画を田中雅美が小説化したもので、1995年6月に集英社コバルト文庫より上下2巻で出版。1997年に『耳をすませば : ロマンチック・ラブ・ポエム』（ISBN 4-08614086-1）に改題のうえ全1巻で再版されたが、現在はどちらも絶版。また、映画の公開に因んで執筆されたものであるため、内容は原作版と映画版が混在したような作風である（登場人物とその身分、夢などの設定は原作版をベースとし、ストーリーの展開は映画版をベースとしている）。
- ISBN 4-08614086-1
- JAN（上）：9784086140867
- JAN（下）：1910193003902

## アニメ映画
『耳をすませば』（みみをすませば、英語: Whisper of the Heart）は、1995年7月15日に公開されたスタジオジブリ制作の日本のアニメーション映画。1989年に『りぼん』に連載していた柊あおいの同名漫画を原作とする。キャッチコピーは「好きなひとが、できました。」。同時上映は『On Your Mark』。

### 概要
足掛け13年にわたる『風の谷のナウシカ』の連載を終え、別の長編アニメーションの構想をしていた宮崎駿だったが、それとは別に新しいスタッフおよび挑戦に挑むために、本作の企画をスタートさせた。
宮崎は毎夏の休暇に義父が建てた山小屋に通っており、そこに彼の姪たちが残した少女マンガ雑誌を読むのが習慣であった。1989年の夏、雑誌がボロボロになったため、宮崎が農協のスーパーで新しいものを買ったところ、2度目に購入した『りぼん』に、原作の連載2回目が掲載されており、これに興味を持ったのが制作のきっかけとなった。一方、『耳をすませば』文庫版に掲載されているプロデューサーの鈴木敏夫の解説によれば、山小屋とは宮崎の義父のアトリエであり、雑誌は宮崎の姪らが昔に読んだものだったという。休暇をともにした鈴木や押井守、庵野秀明らと一緒に作品の一部から、全体がどんな話なのかを膨らませていったといい、その後宮崎が原作を全編通して読んだとき「ストーリーが違う」と怒ったという。
本作での宮崎の役割は、物語構想および脚本と絵コンテ、スタッフのスケジュール管理で、監督には自身と高畑勲監督の元キャラクターデザイン・作画監督を務め、両監督を支えてきた近藤喜文が宮崎の推薦により就任した。近藤は本作について、思春期の年頃の子供を主人公に、「トトロのいないトトロ」みたいなものを作りたいと前々から思っていて、大人の縮図のような彼らの肩から、何とか荷をおろさせて楽にしてやれたらなと思い、その意味で本アニメ映画を作れるのは本当に幸せですね、と述べている。近藤は公開後の1998年に急死したため、結果的に本作が唯一の長編映画監督作となった。
宮崎は本作のもう1つの原作として、映画の主題歌に『カントリー・ロード』の使用を決定。これに合わせて原作では聖司が打ち込んでいるのは絵画だったのを、ヴァイオリン製作に変更。さらに作中にはいくつかの古楽器、ヴィオラ・ダ・ガンバ、リコーダー、コルネット（ツィンク）、リュートなどが登場する。作中の「牢獄でヴァイオリンを作る職人」の挿絵は、宮崎の次男である宮崎敬介の作品である。さらにヒロイン・雫が描く「バロンのくれた物語」を構想し、背景画にイラストレーターの井上直久を起用して、新たな映像作りに成功する。これにより当初90分だった時間が110分以上の長編となった。
もう1つの特徴はデジタル技術の使用で、宮崎は最初はこれに反対だったが、鈴木が彼にパソコンへの興味を待たせて使用を決定させた。本作での使用は3つあり、1つめは色指定をコンピューターで行ったこと、2つめはデジタル合成で、前作『平成狸合戦ぽんぽこ』に参加した日本テレビの菅野嘉則の協力の下、「バロンのくれた物語」に今までと違う撮影形式を行った。3つめはドルビーデジタルの使用で、邦画における使用は『ゴジラVSメカゴジラ』に続き2作目である。1994年10月にアメリカ・ドルビー・ラボラトリーの副社長がジブリを訪ね、宮崎に「日本のスピルバーグといったらあなたでしょう。あなたが音をよくしようと思わなければ、日本の映画の音は一向によくならない。」と言い、宮崎は「よし、じゃあ今回はぜひ、そのドルビーデジタルを使ってみよう。それだけじゃなく音作りの面にたっぷり時間をかけて、今までにない、いい音を作っていこう。」と答え、東宝サウンドスタジオの西尾昇を加え、専用の作業場「スタジオ/ムーン」も開設した。日本のアニメーションで初のドルビーデジタル作品となったが、当時同システムに対応した映画館はごく少数しかなかった。
原作者の柊あおいは、以前から宮崎のファンであったが、彼が本作品の映画化を希望しているという話を担当からの電話で聞いた際、それが信じられず、思わず「冗談でしょ」と返事をしたという。

### あらすじ
読書が好きな中学3年の月島雫はある日、父の勤める図書館で自分が借りた本の読書カードにいずれも「天沢聖司」という名前があることに気がついたことから、自分の中で存在感が膨らんでいき、どんな人なのか思いを馳せる。夏休み、雫は親友の夕子から相談を受けて学校にやって来たついでに、宿直の高坂先生に頼み込んで図書室を開けてもらいある本を借りるが、その本を寄付したのも「天沢」という名前の人物だった。雫は寄贈者について尋ねてみるが、高坂先生は知らないと答えたうえに、待ちぼうけにされて怒った夕子がやって来たためうやむやになってしまった。その後2人は校庭のベンチに移動すると、雫は依頼されていた「カントリー・ロード」を和訳した歌詞を渡すが、ありきたり過ぎると納得がいかない。さらに遊び半分で作った「コンクリートロード」という替え歌風の歌詞も見せ笑い合う。そんな夕子の「相談」とは、他のクラスの男子からラブレターをもらったがどうしたらいいのかわからないという内容だった。雫がなぜ返事に詰まっているのか聞いてみると、夕子は雫の男友達でもある野球部の杉村が好きだと告げる。その後、雫と夕子は2人で帰ろうとするが、本を忘れたことに気づいた雫がベンチに引き返すと、見知らぬ男子生徒が雫の本を読んでいた。彼はなぜか雫の名前を知っており、さらに「コンクリートロードはやめたほうがいいと思うよ」と、歌詞を揶揄する言葉を残して去っていく。怒った雫は「やな奴！」と連呼しながら家に帰るとコンクリートロードの歌詞を丸めて捨てる。
またある日、雫はいつものように図書館へと向かう途中、電車の中で不思議な太った猫を見つけ、追いかけているうちにロータリーの前にある小さな古道具屋「地球屋」に辿り着く。雫は店内で猫の男爵の人形「バロン」や古いからくり時計など、さまざまな品物を店主の老人・西司朗に紹介してもらい喜ぶが、12時の時計の音でついでに父親へ弁当を届けるように頼まれていたことを思い出し、慌てて図書館へと戻る。その後、雫が忘れた弁当を届けにやってきたのはまたしてもあの男子生徒で、今度は弁当箱の大きさを揶揄されてふてくされる。
新学期が始まり、雫は昼休みに職員室で年配の先生から本を寄付した「天沢」について聞いてみると、昔学校のPTA会長をしていたこと、彼の孫が学校の同じ学年にいることを知り、思わず職員室を飛び出してしまう。そのことを夕子たちにからかわれるなか、新しく和訳した「カントリー・ロード」を見せると高評価を受け喜ばれる。そして皆がコーラス部の後輩たちに歌詞を見せに行くのを図書館に行くからと断り、途中で気が変わって「地球屋」に向かうと、店は閉まっていて男爵の人形もなくなっており、雫は売られてしまったのだと思いがっかりして帰っていく。
その夜、雫のもとに夕子から突然電話がかかってくる。夕子は杉村が、ラブレターを夕子に渡した男子から返事を聞いてくれと頼まれたと言われてショックを受けたことと、泣きはらした顔では学校に行けないから明日は休むと告げる。翌日、夕子が学校を休んだことを訝しんだ杉村は、放課後雫を呼び止めて神社で何があったのか尋ねる。自分は野球部の友達から頼まれただけだと言う杉村のあまりの鈍さに雫は腹を立て、つい夕子は杉村のことが好きなのだと言ってしまう。すると杉村は、自分はずっと雫が好きだったと告白する。動揺した雫は急にそんなことを言われても困ると言って逃げようとするが、はっきり返事が聞きたいという杉村の問いかけに、自分は杉村のことをずっと「友達」としか見たことなかったし、それはこの先も変わらないとだけ告げて自宅に帰り、自分の鈍感さに自己嫌悪に陥ってしまう。
雫はそのまま思いつめたように「地球屋」に向かうが、相変わらず店は閉まっている。店の前で途方に暮れたままあのときの太った猫に話しかけていると、あの男子生徒がやって来る。彼は猫をムーンと呼んでいると話し、雫を店の中に案内した。この店の持ち主は自分の祖父で、店は開いている方が少ないことと、元々は古美術品の修理を請け負っており地下ではヴァイオリン制作の教室を開いていること、そしてあの「バロン」の人形が祖父の宝物であることを教えられる。日が沈むまでバロンを眺めていた雫が地下に降りると、彼は工房でヴァイオリンを作っていた。その様子とできあがったヴァイオリンを見ていた雫が演奏を頼むと、彼から弾く代わりに歌うように言われ、知っている曲を弾いてやるからと弾き始めた「カントリー・ロード」の演奏に乗せられて、恥ずかしがりながらも自分が和訳した歌詞で歌う。そこへ西老人とその仲間が帰ってきて小さな合奏が始まる。そこで彼の名字が西だと思い込んでいた雫は、彼があの「天沢聖司」だと知る。そのことで軽く言い争いになる2人だったが和解し、雫の家の近くまで見送る途中聖司はヴァイオリン職人になるためにイタリアのクレモーナへ留学したいという夢を雫に語る。
その翌日、聖司は学校で「2か月間西老人の知り合いの工房で見習いをする」という条件でイタリア留学の許しを親に得たと雫に話す。同時に前々から図書カードで雫のことを知っていたと言う。確固たる夢に向かって進んでいく聖司と目標のない自分を比べて劣等感を覚える雫だったが、夕子に相談して自分も実力を確かめるためにずっと前からやりたかった「物語」を書こうと決心する。そして、人形のバロンを主人公にした物語を書きたいので許可を得たいと言う雫に、西老人は物語ができあがったら最初に読ませて欲しいという条件で許可する。その後、図書館で調べ物をしながら執筆を始める雫に会いにきた聖司は、「明日行く」と告げる。そして、雫に見送られた翌日、聖司はイタリアに旅立つ。
しかし、雫は物語の執筆に没頭したせいで中間試験の成績を落とし、姉に説教され、母親からもなにも「受験」という大事なときに勉強を後回しにしてまでやることではないのではと咎められる。そんな中、雫が図書館で没頭している姿を見ていた父親だけは「人と違う生き方はそれなりにしんどいぞ。何が起きても誰のせいにもできないからね。」と念を押したうえで、雫のやりたいようにやらせようと後押しし、姉も雫に激励の言葉をかけた。やがて物語を書き終えた雫は、最初に読ませて欲しいという約束通り西老人に渡して読んでもらう。それは到底納得のいかない、まとまりのまったくない作品で、雫自身もそれを認めていた。泣き崩れた雫を見てすべてを察した西老人は、くじけそうになるなか作品を書き終えたことを讃え、バロンにまつわる物語を話す。それは偶然にも雫が書いた物語と酷似していた。
翌朝、雫がアパートの窓を開けて何気なく下を見ると、1日早く帰国した聖司が手を振っていた。雫は見せたいものがあると言う聖司の漕ぐ自転車の後ろに乗って街を見渡せる高台に行き、2人で夜明けを眺める。聖司は西老人から雫の物語の話を聞いて何も知らなかったことを謝るが、雫は自分の才能に挑戦して良かったことと、先へ進むためにまずは高校へ進学し、勉強に励むことを目標にすると決める。それを聞いた聖司は、自分が一人前のヴァイオリン職人になったら結婚してくれないかと言い、雫は小さく頷いて「嬉しい、そうなれたらいいと思ってた」と答える。そして、聖司は「大好きだ！」と言って雫を抱きしめるのであった。

### 登場人物
月島 雫（つきしま しずく）
声 - 本名陽子
主人公で、向原中学校3年生（漫画版では中学1年生）。14歳。一人称は「私」。性格は明るく友達も多いものの、家では両親の仕事の影響もあってか比較的おとなしい（漫画版では天真爛漫な性格）。少々ものぐさな所がある。
読書好きで、特に妖精や魔法などが出てくる幻想文学やファンタジー関係の小説を好んで読む。図書館や学校の図書室に頻繁に赴き、夏休みには本を20冊も読んでいる。
夏休みに図書館で借りてきたすべての本の図書カードに記載されている「天沢聖司」という名を見つけて想いを巡らせる。その後、彼に出会い、触発されて自分の中にある文章を書く才能を試すべく、映画と同じタイトルの物語を書き始める。
受験勉強に勤しむべき時期に小説の執筆に没頭するあまり、授業をまともに聞いていない日々が続いたことで試験で100番も順位を落としたことから汐と口論になる。『猫の恩返し』は、彼女の書いた物語という設定である。
天沢 聖司（あまさわ せいじ）
声 - 高橋一生
向原中学校3年生で、西司朗の孫。15歳。一人称は「俺」。読書好きで成績優秀な美少年。
ヴァイオリン演奏が得意で、将来はヴァイオリン職人（原作では画家）になるという夢を抱いている。
最終的にはプロポーズしている。
作中、聖司が読んでいる本に『霧のむこうのふしぎな町』という作品があるが、これは柏葉幸子の実在する本である。宮崎は後にこの作品をアニメ化しようとしたが叶わず、これを翻案するかたちで『千と千尋の神隠し』を製作した。
ムーン
雫が図書館に行く時に同じ電車に乗り込んでいた大柄な猫。「ムーン」という名前は聖司がつけた。あっちこっちと渡り歩いているため、各地でいろいろな名前をつけられているらしく、「ムーン」の名もそのうちの一つで、本名というわけではない。
作中で登場した異名は「お玉」「ムタ」の2つが登場した。このうち「ムタ」の名は姉妹作『猫の恩返し』にて「ルナルド・ムーン」を本名としたうえでの普段の通称名として継承されるかたちで登場している。
月島 靖也（つきしま せいや）
声 - 立花隆
雫の父。45歳。黒縁眼鏡をかけている。愛煙家。夫婦仲は良いが、リビングでの喫煙は妻に認められておらず、吸うと注意される。
市立図書館勤務。図書館司書として働いているが、本業は郷土史家である。
雫の一番の理解者であり、試験で100番も落とした雫に対し、何が起きても人のせいにはしないことを条件に、彼女のやりたいことを応援した。
月島 朝子（つきしま あさこ）
声 - 室井滋
雫の母。43歳。
社会人学生として、大学院（修士課程）に通っている。夢想家の雫と違って現実主義者であるが、あわただしく出かけるなど、そそっかしいところがある点では雫と似ている。
家の中にあるワープロを夫と順番に使っている。夫がワープロを使った後に煙草の匂いが残っていることを嫌がっていた。
月島 汐（つきしま しほ）
声 - 山下容莉枝
雫の姉。18歳。大学一年生。母が常に家にいるわけではないため、代わりに家事もこなす。美人で、スポーツ好きで活発的。気の強い性格で、マイペース気味の雫に厳しくする場面も少なくなく、寝起きの悪い雫に「いい加減に起きな」とよく言ったり、受験勉強をしなければならない時期に物語の執筆に没頭するあまり、成績順位を大きく落とした雫と口論するなどした。その後、父が条件付きでやりたいことを後押ししてくれた意味を教え、彼女を激励した。後半では家を出て一人暮らしを始める。
なお、ダイニングで両親と食事をしながら談笑している際に、未成年でありながら酒を呑んでいるシーンがある。
フンベルト・フォン・ジッキンゲン男爵
声 - 露口茂
西司朗がドイツに留学していた際、無理に頼み込んで貰い受けてきた猫の人形。通称は男爵の英語表記である「バロン」。雫が書いた物語の主人公。連れだった貴婦人の猫の人形がいたが、戦争の影響で行方不明になってしまった。
『猫の恩返し』にも再登場する。
モデルは原作者の柊が元々持っていた人形で、劇場版パンフレットにはその写真も掲載されている。
西 司朗（にし しろう）
声 - 小林桂樹
地球屋の主人で、聖司の祖父。80歳。
戦前、ドイツ留学中にとある店でバロンと出合う。彼を譲ってもらうため、店主に3日間頼み続けるが、修理に出している対の貴婦人の猫の人形が戻っていないため、無理だと主人はなかなか首を振らなかった。そこへたまたま近くにいた「ルイーゼ」という女性が、自分が修理が終わった貴婦人の方を買い取り、必ず二人を引き合わせると名乗り出たことで、バロンを譲ってもらった。だが、その直後に戦争が始まり、彼女も人形も行方が判らなくなってしまった。戦後しばらくしてドイツに渡り、女性と人形の行方を探したものの、遂に見つからなかったことが語られている。その後、雫の物語の中で哀愁にいたバロンに幸せを与えてくれたことを喜び、礼を言う。
優しい性格で、雫と聖司のよき理解者。雫らと「カントリー・ロード」を演奏した際、ヴィオラ・ダ・ガンバを弾いていた。
料理がうまく、雫に月見うどんをふるまった際にも絶賛された。
北（きた）
声 - 鈴木敏夫
西の友人。雫らと「カントリー・ロード」を演奏した際、リュートを弾いていた。70歳。
南（みなみ）
声 - 井上直久
西の友人。雫らと「カントリー・ロード」を演奏した際、タンバリンを叩いたり、コルネットやリコーダーを吹いたりしていた。60歳。
作中の、バロンが登場する雫の小説のなかの世界のデザイン（背景）は井上が担当している。雫の小説のストーリーは井上によるものではないが、この世界の設定は彼が描く「イバラード」の世界観にほぼ準じている。
高坂（こうさか）
声 - 高山みなみ
向原中学校の保健室の先生で、三つ編みで眼鏡をかけている。雫の図書室を開けてほしいという依頼を聴いてあげるなど、親切で生徒に慕われている。男勝りな口調で性格もサバサバしている。下の名前は設定されていない。
原田 夕子（はらだ ゆうこ）
声 - 佳山麻衣子
雫の親友。雫の文才の理解者でもある。向原中学校3年生。14歳。そばかすを気にしている。優しくておとなしい性格で、立ち直りが早い。杉村に好意を寄せているが、肝心の彼に気付いてもらえず、泣いてしまった。
原作者の柊は、彼女を『赤毛のアン』のヒロイン、アン・シャーリーをイメージして描いている。柊が同アニメのファンだったからであるが、奇しくも『赤毛のアン』の当時のキャラクターデザイン担当は、本作の監督の近藤喜文である。
杉村（すぎむら）
声 - 中島義実
雫の同級生で男友達。向原中学校3年生で野球部所属。14歳。左利きの可能性がある。
雫からは「万年球拾い」と揶揄されているが、レギュラー選手であり、少なくとも地区予選で三回戦の突破に貢献するだけの実力を持つ。野球のポジションは作中で明かされていないが背番号が5であり、先述したようにレギュラーであることから三塁手を守っていることが示唆されている。色恋には疎く、夕子が自分に好意を寄せていることを全く理解していない。聖司が雫のクラスを訪ねてきたとき、クラス中が「月島に男（恋人）がいた」と大騒ぎになるなか、杉村のみ複雑な表情を浮かべるシーンがあり、雫への告白が失敗したあとはしばらく引きずっていた様子。
エンドロールの流れから、最終的には夕子とうまくいっている模様。
メインキャラクターの一人だが、下の名前は設定されていない。
夕子の父
声 - 中村晴彦
夕子の父。娘と喧嘩しており、その後も仲直りしたような描写は作中には無い（登場シーンもこの時限りである）。
なお、演じた中村晴彦は、関西テレビ・フジテレビ系列で放送されていた視聴者参加オークション番組『とんねるずのハンマープライス』において、出演権を落札した一般人であり、50万円で落札したが、セリフは「おかえり」の一言のみである。
絹代（きぬよ）
声 - 飯塚雅弓
雫の友達。向原中学校3年生。愛称「きぬちゃん」。聖司とは、1年生のときに同じクラスだった。
ナオ
声 - 千葉舞
雫の友達。向原中学校3年生。眼鏡をかけている。
そのほか、アニメ映画版では、先生役に岸部シローや笛吹雅子（数学担当の教師）、作中のテレビの野球放送で解説者として江川卓、実況アナウンサーとして小川光明が出演している。
なお、聖司と雫が自転車で2人乗りして帰るシーンがあるが、この時に江川と岸部の名前がエンディングテロップに表示される。

### スタッフ

#### 映像制作
| 製作                                          | 製作                                            | 徳間康快 |
| 原作                                          | 原作                                            | 柊あおい |
| 絵コンテ                                      | 絵コンテ                                        | 宮崎駿、近藤喜文 |
| 音楽                                          | 作曲                                            | 野見祐二 |
| 音楽                                          | 指揮                                            | 中谷勝昭 |
| 音楽                                          | ピアノ                                          | 平野義子 |
| 音楽                                          | ハープ                                          | 斎藤葉 |
| 音楽                                          | プサルテリウム コルネット リコーダー タンバリン | 濱田芳通 |
| 音楽                                          | バイオリン                                      | 桑野聖、植村薫 |
| 音楽                                          | リュート                                        | 永田斉子、竹内太郎 |
| 音楽                                          | クラリネット                                    | 星野正 |
| 音楽                                          | フルート                                        | 高桑英世 |
| 音楽                                          | オーボエ・ダモーレ                              | 柴山洋 |
| 音楽                                          | イングリッシュ・ホルン                          | 森明子 |
| 音楽                                          | チェロ                                          | 堀沢真己 |
| 音楽                                          | ヴィオラ                                        | 大沼幸江 |
| 音楽                                          | ヴィオラ・ダ・ガンバ                            | 福沢宏 |
| 作画監督                                      | 作画監督                                        | 高坂希太郎 |
| 原画                                          | 原画                                            | 石井邦幸、二木真希子、安藤雅司、小西賢一、賀川愛、粟田務、稲村武志、吉田健一、遠藤正明、森友典子、野田武広、芳尾英明、河口俊夫、大谷敦子、松瀬勝、笹木信作 箕輪博子、斎藤昌哉、山田憲一、井上博之、篠原征子、百瀬義行、大塚伸治 テレコム・アニメーションフィルム 田中敦子、矢野雄一郎、青山浩行、滝口禎一、横堀久雄 |
| 動画チェック                                  | 動画チェック                                    | 大村まゆみ、手島晶子、中込利恵 |
| 動画                                          | 動画                                            | 舘野仁美、藤村理枝、北島由美子、柴田和子、中村勝利、柴田絵理子、小野田和由、倉田美鈴、桑名郁朗、沢九里、鈴木麻紀子、鈴木まり子、松尾真理子、山森英司、菊地華、鶴岡耕次郎 横山和美、アレクサンドラ・ヴァイラウフ、東誠子、山浦由加里、西戸スミエ、槇田喜代子、長嶋陽子、末田久子、コマサ、新留理恵、富沢恵子、坂野方子、松下敦子、岩柳恵美子 近藤梨恵、常木志伸、椎名律子、宮林英子、片山雄一、山本まゆみ、太田久美子、伊藤由美子、真野鈴子、安達晶彦、古屋浩美 テレコム・アニメーションフィルム 高橋夏子、藤森まや、矢沢真由、浜田陽子、松崎正、式部美代子、木村豪、鈴木貴大、菅谷直子、小高雅子、板垣伸、平井和子、高谷博子、与沢桂子、丹治寛幸 |
| 作画協力                                      | 作画協力                                        | アニメトロトロ、OH!プロダクション、スタジオコクピット、グループどんぐり、スタジオたくらんけ |
| 美術監督                                      | 本篇                                            | 黒田聡 |
| 美術監督                                      | バロンのくれた物語                              | 井上直久 『イバラード博物誌』（架空社）より |
| 背景                                          | 背景                                            | 男鹿和雄、久村佳津、武重洋二、田村盛揮、山川晃、伊奈涼子、太田清美、長縄恭子、平原さやか、田中直哉、春日井直美、福留嘉一、山本二三 |
| 「牢獄でヴァイオリンを作る職人」 木口木版制作 | 「牢獄でヴァイオリンを作る職人」 木口木版制作   | 宮崎敬介 |
| 特殊効果                                      | 特殊効果                                        | 谷藤薫児 |
| 色彩設計                                      | 色彩設計                                        | 保田道世 |
| 色指定                                        | 色指定                                          | 小野暁子、大城美奈子 |
| 仕上                                          | 仕上                                            | 井関真代、森奈緒美、守屋加奈子、熱田尚美、田口知、片山由里子 IMスタジオ 伊勢田美千代、成田照美、高山恭代、福間栄子 柴田美知子、谷田陽子、原慶子、中畑ひとみ、古沢和美、殖木さゆり、森田薫、鍋谷恒、前原きぬよ、池上道子、尾崎みと、小林一夫 スタジオキリー 高橋直美、森沢千代美、宮本智恵美、藤田淳子、柚木脇達己、新井常隆、渡辺信子、水上泰子、秦野君子、尾原ヨシ子、石黒静、常富聡子 トレース・スタジオM 渡辺芙美子、醍醐玲子、吉田さよ子、前野泉、本橋恵美子、相原明子、金内順子、杉山和歌子 スタジオアド 沢目まゆみ、渋沢静江、小島登美子、芳野紀代子 スタジオOZ 田中奈緒美、篠田十紀、細谷明美、磯崎昭彦                                   |
| デジタル合成制作                              | デジタル合成制作                                | DIGITAL IMAGE CREATING ROOM FLAMINGO 越智武彦 日本テレビ編成局美術センターCG制作部 菅野嘉則 DIGITAL FILM SERVICES BY CINESITE |
| 技術協力                                      | 技術協力                                        | ムラオ スタック 斉藤芳郎 太陽色彩 北村繁治 |
| 撮影監督                                      | 撮影監督                                        | 奥井敦 |
| 撮影                                          | 撮影                                            | 籔田順二、高橋わたる、古城環 |
| 音響制作                                      | 音響制作                                        | スタジオムーン 稲城和美、今井康之 |
| 音響監督                                      | 音響監督                                        | 浅梨なおこ |
| 整音                                          | 整音                                            | 井上秀司 |
| 整音助手                                      | 整音助手                                        | 浅倉務、高木創 |
| 音響効果制作                                  | 音響効果制作                                    | E&Mプランニングセンター |
| 音響効果                                      | 音響効果                                        | 伊藤道廣 |
| 音響効果助手                                  | 音響効果助手                                    | 石野貴久 堀内智浩 |
| キャスティング                                | キャスティング                                  | BE WITCH 山中歌子 |
| 音楽制作                                      | 音楽制作                                        | メイル |
| 音楽プロデューサー                            | 音楽プロデューサー                              | 長野道徳、高木智右 |
| 音楽コーディネーター                          | 音楽コーディネーター                            | 長井幸司 |
| エンジニア                                    | イーフ                                          | 大野映彦 |
| エンジニア                                    | ミキシング                                      | 森本八十雄、小野誠彦 |
| エンジニア                                    | レコーディング                                  | 広兼輝彦、福田政賢 |
| エンジニア                                    | マスタリング                                    | 小泉由香 |
| エンジニア                                    | アシスタント                                    | 斉藤敬興、森崎雅人、日高俊之 |
| 録音スタジオ                                  | 録音スタジオ                                    | 東京テレビセンター |
| タイトル                                      | タイトル                                        | 真野薫、道川昭 |
| 編集                                          | 編集                                            | 瀬山武司 |
| 編集助手                                      | 編集助手                                        | 水田経子、内田恵 |
| 編集所                                        | 編集所                                          | 瀬山編集室 |
| 監督助手                                      | 監督助手                                        | 大塚雅彦、伊藤裕之 |
| 制作担当                                      | 制作担当                                        | 高橋望 |
| 制作チーフ                                    | 制作チーフ                                      | 川端俊之 |
| 制作デスク                                    | 制作デスク                                      | 田中千義、西桐共昭、佐藤由紀 |
| 制作進行                                      | 制作進行                                        | 有富興二、大塚浩二、長澤美奈子 |
| 制作総務                                      | 制作総務                                        | 山本珠実、山田尚美 |
| キャラクター商品開発                          | キャラクター商品開発                            | 今井知己、浅野宏一 |
| 出版担当                                      | 出版担当                                        | 野崎透 |
| 学校取材                                      | 学校取材                                        | 小金井市立小金井第一中学校 |
| バイオリン取材                                | バイオリン取材                                  | 小茶位幸信バイオリン・ギター工房、カメオインタラクティブ |
| アンティーク取材                              | アンティーク取材                                | アピス、ノフ・アンティークス・シェルマン |
| 楽器監修                                      | 楽器監修                                        | 磯貝憲男、橋本剛俊 |
| DOLBY DIGITAL技術協力                         | DOLBY DIGITAL技術協力                           | コンチネンタルファーイースト株式会社 森幹生 |
| 現像                                          | 現像                                            | IMAGICA |
| タイミング                                    | タイミング                                      | 平林弘明 |
| オプチカル                                    | オプチカル                                      | 関口正晴 |
| SR・Dリレコ                                   | SR・Dリレコ                                     | 西尾昇、阿部耕二 |
| アニメーション制作                            | アニメーション制作                              | スタジオジブリ |
| プロデューサー                                | プロデューサー                                  | 鈴木敏夫 |
| 製作プロデューサー 脚本                       | 製作プロデューサー 脚本                         | 宮崎駿 |
| 監督                                          | 監督                                            | 近藤喜文 |

#### 製作委員会
| 総指揮             | 徳間康快 |
| 代表               | 氏家齊一郎、東海林隆 |
| 代表委員           | 山下辰巳、瀬木博雅 |
| 推進指揮           | 小金井道宏、漆戸靖治、間部耕苹、宮川智雄 |
| 推進委員           | 大塚勤、萩原敏雄、佐藤孝 |
| 広報               | 立柗典子 |
| プロデューサー     | 菊川幸夫、武井英彦、伊藤響、森江宏 |
| 実行委員           | 徳間書店 金子彰、西沢正彦、鈴木正誼、筒井亮子、青戸康一、伊藤純子 日本テレビ 保坂武孝、高橋博、藤本鈴子 博報堂 澤田初日子、大野茂、齊藤久臣、藤巻直哉、西田富士雄 スタジオジブリ 古林繁、柳沢因、荒井章吉、野中晋輔、一村晃夫、洞口朋紀 |
| 製作担当           | 奥田誠治、鈴木伸子 |
| 企画協力           | アニメージュ編集部 荒川進、山平松夫 |
| 宣伝プロデューサー | 矢部勝 |
| 宣伝               | 東宝 西野尾貞明、原田理恵子 メイジャー 脇坂守一、岡村尚人、山形里香、和田幸子、藤居菜絵子、小柳道代、原美恵子、渡辺美佳 |
| キャッチコピー     | 糸井重里 |
| 特別協賛           | JA共済 |
| 特別協力           | 読売新聞 |
| 配給               | 東宝 高井英幸 |

#### 吹き替え版
| 製作           | リック・デンプシー                            |
| 翻訳           | シンディ・デイビス、ドナルド・H・ヒューイット |
| 整音           | ランディ・コッピンガー                        |
| 音楽編集       | トム・E・ダール                               |
| 制作担当       | コリー・ハンセン                              |
| プロデューサー | ネッド・ロット                                |
| 監督           | ペトラ・バッハ                                |

### 主題歌

#### オープニングテーマ
「Take Me Home, Country Roads」
作詞・作曲 - ジョン・デンバー、ビル・ダノフ、タフィー・ナイバート/ 歌 - オリビア・ニュートン＝ジョン

#### エンディングテーマ
「カントリー・ロード」
日本語訳詞 - 鈴木麻実子 / 補作詞 - 宮崎駿 / 編曲 - 野見祐二 / 歌 - 本名陽子
上記の曲に日本語詞をつけたもの。劇中では雫が訳詞した設定で、聖司のヴァイオリンの伴奏で歌っている。さらに後半部分では、リュート、ヴィオラ・ダ・ガンバ、コルネット、リコーダー、プサルテリウム等の古楽器が伴奏に加わっている。サントラにヴァイオリンバージョンとして収録されている。訳詞をしたのはプロデューサーである鈴木敏夫の娘で、それに宮崎が補作した。

### 賞歴
- 第13回ゴールデングロス賞・最優秀金賞、マネーメイキング監督賞[11]
- 日本映画復興賞・日本映画奨励賞
- 全国映連賞・新人監督賞
- 児童福祉文化賞
- 中央児童福祉審議会特別推薦文化財

### 売上記録
（日本国内）
| 内容                | 記録        | 補足   |
| ------------------- | ----------- | ------ |
| 配給収入            | 18.5億円    | 84日間 |
| 観客動員数          | 208万8967人 | 84日間 |
| VHS（ブエナビスタ） | 40万本      |        |

### テレビ放送の視聴率
| 回数 | 放送日               | 視聴率 | 備考      |
| ---- | -------------------- | ------ | --------- |
| 1    | 1996年10月11日（金） | 18.5%  | [ 注 19 ] |
| 2    | 1998年10月23日（金） | 17.9%  |           |
| 3    | 2000年11月10日（金） | 19.6%  |           |
| 4    | 2002年07月19日（金） | 20.5%  | [ 注 20 ] |
| 5    | 2004年03月12日（金） | 18.9%  |           |
| 6    | 2006年03月10日（金） | 15.2%  |           |
| 7    | 2008年02月22日（金） | 15.1%  |           |
| 8    | 2010年07月09日（金） | 16.7%  |           |
| 9    | 2013年07月05日（金） | 13.3%  |           |
| 10   | 2017年01月27日（金） | 14.5%  |           |
| 11   | 2019年01月11日（金） | 11.4%  | [ 20 ]    |
| 12   | 2022年08月26日（金） | 10.6%  | [ 注 21 ] |

### 備考

#### 原作とアニメ映画の相違点
- 原作では雫たちの学年は中学1年だが、アニメ映画では3年である。
- 雫と聖司の出会いのシーンで、原作では読んでいる本の内容を馬鹿にしているが、アニメ映画では本に挟んであった雫の考えた「コンクリート・ロード（カントリー・ロードの替え歌）」の歌詞を馬鹿にしている。
- 原作には聖司の兄・航司が登場するが、アニメ映画には登場しない。したがって、雫の姉・汐が彼と交際しているという原作の設定も無い。ただし、木村先生が雫に「同じ学年に天沢さんの所の末っ子が居るじゃないか」と言うシーンがあることから、本作においても聖司には上のきょうだいが居ることが示唆されている。また、汐が雫に葉書をポストに投函するように頼んだ時に雫が「彼氏？」とからかうシーンがあるが、この相手が航司なのではないかと考察するファンも多い[要出典]。
- 汐は原作では高校生だが、アニメ映画では大学生である。また、原作ではおっとりした性格だが、アニメ映画では気の強い性格をしている。
- 月島姉妹の母はアニメ映画では社会人大学院生（修士課程）で現実主義者だが、原作では専業主婦で気の強い性格をしている（アニメ映画の汐の性格に近い）。
- 原作では月島家は一軒家に住んでいるが、アニメ映画では集合住宅（団地）に住んでいる。
- 原作のムーンは黒猫でルナという姉猫も登場しているが、『魔女の宅急便』のジジと被り、「『魔女の宅急便』で一度、出していても、やっぱり猫といえば黒猫じゃないですか」と、原作どおりの黒猫を主張する近藤と、「俺はそうは思わん」という宮崎が対立したため、人気投票した結果、黒猫が敗れたため、原作から変更した[6]。
- 原作では舞台を某県としているが、アニメでは東京都である。また、原作では学校の設置者が緑町による「町立」だが、アニメ映画では多摩市による「市立」である。

#### 英題に関して
英題の「Whisper of the Heart」について、米文学者の舌津智之は「単なる意訳とも言い切れない必然性を身に帯びた題名」と分析している。
舌津は直訳の可能性について「実は、『耳をすます』という日本語は、英訳できないのである。なるほど、strain one’s ears という表現はあるが、無理矢理感・嫌々感のにじむ strain という動詞では、『すます』という日本語の清々しさは伝わらない。（中略）『耳をすませば』が If You Listen Carefully と『正しく』英訳されたなら、原題に宿る透明感や清澄感が失われてしまう」と指摘する。その上で実際の英題について「『耳をすませば』聞こえるのは『心のささやき』だと『訳す』なら、この映画が繊細に描くほのかな初恋の主題とも美しく響きあう」と評している。

#### 日本図書館協会からの抗議
作中で雫は、図書館の貸出カードに残された名前から聖司に興味を持ち、そこから物語が進むという設定になっているが、この貸出方式（ニューアーク方式）は、プライバシー保護の観点から、映画や原作の制作当時、および作中の時代には、すでに東京都内の公共図書館では使用中止されていた。こうした描写が事実に反するとして、日本図書館協会から抗議を受けたことから、DVD化の際にはテロップが挿入されることとなった。

#### 街並みのモチーフ

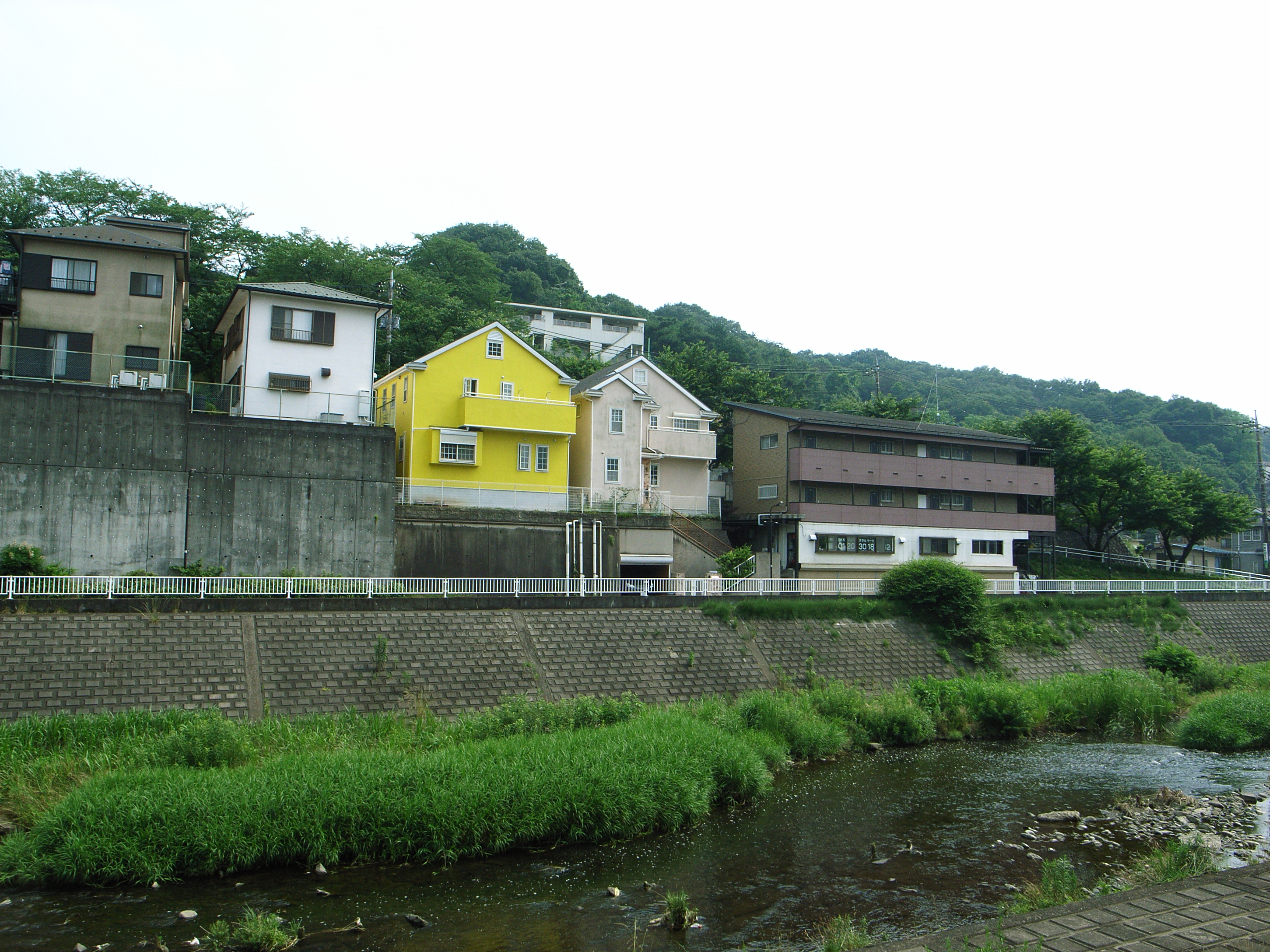
大栗川（東京都多摩市聖蹟桜ヶ丘）

自宅
雫の住む団地（集合住宅）は、多摩市愛宕2丁目に実在する公営住宅をモデルとしており、愛宕2丁目には都営愛宕団地が存在する。
雫が冒頭での買い物や夕子との待ち合わせの際に向原駅前の「ファミリーマート」を利用するシーンがあるが、向原駅のモデルとなった百草園駅付近には実際に「ファミリーマート百草園駅前店」が2021年10月28日まで存在していた。また、図書館へ行くための最寄駅となる「杉の宮駅」のモデルとなった聖蹟桜ヶ丘駅にも、駅から徒歩で約100メートルほどの所に「ファミリーマート聖蹟桜ヶ丘店」が2024年9月現在も存在する。
学校
劇中で雫が通う「緑町立向原中学校」は小金井市立小金井第一中学校がモデル。なお、原作では「緑町立向原中学校」である。モデルとなった小金井市立小金井第一中学校が所在する小金井市には「緑町」という地名が実在するが、原作はアニメ映画化を意図して作ったわけではないので、小金井市内に緑町が実在するのは偶然の一致である。
街並み・駅周辺
物語の舞台は東京都多摩市の京王線聖蹟桜ヶ丘駅周辺をモデルにしており、作中に登場する電車も京王5000系電車 (初代) に酷似している。
聖蹟桜ヶ丘駅西口広場の交番横には、桜ヶ丘中央商店会により「耳をすませばモデル地案内マップ」が設置されている。案内マップの横には2012年4月から「地球屋」を象ったモニュメント「青春のポスト」が設置されており、ポストの内部は地球屋の店内を演出した創りになっている。本物の郵便ポストではないため、郵便物は投函できないが、願掛けとして夢や目標を書いたカードを投函でき、投函したメッセージカードは管理者によって永久保存される。
桜ヶ丘商店会連合会によってスタンプラリーが、「ファミリーマート 聖蹟桜ヶ丘店」、「せいせきSC・A館京王ストア2階エレベーター前」、洋菓子店「ノア」の3箇所で行われている。
図書館
雫が頻繁に利用する坂の上の図書館は実在せず、実際には小さな公園があるのみである。なお、劇中で雫は「市立図書館」と呼称しているが、貸出カードには「県立」と書かれている。これは、原作では舞台は某県の設定で、原作で貸出カードを見る場面で「県立」と書かれており、その部分を「市立」に修正せずにそのまま流用したことによる作画ミスである。
原作においては栃木県立図書館がモデルである。アニメ映画版における図書館については、階段を上がった所に出入口があることから多摩市立東寺方図書館が外観などの参考にされたと思われる。
ロータリー
雫がムーンを追いかけているうちにたどり着いたロータリーのモデルは、京王バスの「桜ヶ丘四丁目」バス停がある京王桜ヶ丘住宅地付近のロータリー（ラウンドアバウト交差点）である。このロータリーから聖蹟桜ヶ丘駅までの街並みは作中においてしばしば登場する。実際のロータリーには上述の洋菓子店「ノア」がある。「ノア」の他にも喫茶店兼日本料理店「和桜」があり、この2つの店舗は本作のファンが聖地巡礼かつファンとの交流ができる場となっており、ファンノートの設置やグッズなどの展示が行われている。以前は「和桜」の隣に喫茶店「アトリエタッセル」が存在し、前者の2店舗とともにファンの交流の場であったが、2023年12月下旬に閉店している（現在は地元の有志によって地域の公民館に後継店舗を構えている）。
なお、劇中に登場するアンティークショップ「地球屋」のモデルを喫茶店「桜ヶ丘 邪宗門」として紹介している資料や記事もあるが、誤りである。
「耳すまノート」は「ノア」の店主が始めた企画ではなく、元々は本作のファンによる有志によって始められたものであり、当初は聖司が雫に告白した場所のモデルとなった所に設置されていたが、マナーの悪いファンによって周囲が荒らされたり、設置したノートが盗難に遭うなどの被害が跡を絶たず、事態を重くみた自治体によってフェンスが設置され、立ち入り禁止になった。そこでノートの設置移転先を求めて探していた時、事情を察した「ノア」の店主が設置場所を提供する形で移転先が決まり、以来現在まで「ノア」店内に常設されている。「和桜」にも「耳すまノート」が設置されているが、以上の経緯からオリジナルは「ノア」の方である。

#### 他のジブリ作品との関連
- 雫が電車に乗車した時、隣の路線のプラットフォームに『海がきこえる』のヒロインである武藤里伽子が高校の制服姿で電車待ちをするシーンがある。
- 地球屋で修理依頼を受けているドワーフの大時計の文字盤には『紅の豚』の主人公であるポルコ・ロッソ（本名：マルコ・パゴット）の名が「Porco Rosso」と英字で刻まれている。
- 他作品ではないが、本作の案内看板が作中において電車の車内から見た街中に映っている[注 26]。
- 学校の図書館で雫が今まで一人も借りていない『フェアリーテール』を手に取った時、すぐ下の段に『TOTORO』の本が映っている。
- 雫がムーンを追跡する過程で大和運輸の軽自動車が映っている他、雫の自室に黒い服を着て箒に乗る魔女のヌイグルミが吊るしてある[注 27]。

### 関連商品

#### 作品本編に関するもの
映像ソフト
- 耳をすませば VHS - 徳間書店（1996年1月1日）
- 耳をすませば LD - 徳間書店（1997年6月15日）
- 耳をすませば VHS - ブエナ ビスタ ホーム エンターテイメント（1997年7月25日）
- 耳をすませば DVD - ブエナ ビスタ ホーム エンターテイメント（2002年5月24日）
- 耳をすませば Blu-ray Disc - ウォルト・ディズニー・スタジオ・ジャパン（2011年7月20日）

出版
- 映画『耳をすませば』より 「バロンのくれた物語」の物語（スタジオジブリ・徳間書店、1995年6月30日）絶版
- アニメージュ特別編集ガイドブック 耳をすませば（ロマンアルバム）（徳間書店、1995年8月25日）絶版
- 耳をすませば（徳間アニメ絵本）（徳間書店、1995年8月31日）ISBN 4-19-860347-2
- 耳をすませば―フィルムコミック (1)（徳間書店アニメージュコミックス、1995年9月20日）ISBN 4-19-770035-0
  - 耳をすませば―フィルムコミック (2)（1995年9月20日）ISBN 4-19-770036-9
  - 耳をすませば―フィルムコミック (3)（1995年10月20日）ISBN 4-19-770038-5
  - 耳をすませば―フィルムコミック (4)（1995年10月20日）ISBN 4-19-770039-3

- 耳をすませば（ジス・イズ・アニメーション）（小学館、1995年10月1日）絶版
- スタジオジブリ作品関連資料集V（スタジオジブリ・徳間書店、1997年2月28日）ISBN 4-19-860660-9
- 耳をすませば（スタジオジブリ絵コンテ全集10）（スタジオジブリ・徳間書店、2001年12月）ISBN 4-19-861463-6
- 耳をすませば（シネマ・コミック9）（スタジオジブリ・文藝春秋〈文春ジブリ文庫〉、2015年4月）ISBN 4-16-812108-9
- 耳をすませば（ジブリの教科書9）（スタジオジブリ・文藝春秋〈文春ジブリ文庫〉、2015年4月）ISBN 4-16-812008-2

音楽
- 耳をすませば イメージアルバム 徳間ジャパンコミュニケーションズ（（再発版CD/2004年9月29日）TKCA-72745（オリジナル盤/1995年2月25日））
- 耳をすませば サウンドトラック 徳間ジャパンコミュニケーションズ（（再発版CD/2004年9月29日）TKCA-72746（オリジナル盤/1995年7月10日））
- 映画「耳をすませば」より 地球屋にて〜西老人の語ってくれたこと〜 徳間ジャパンコミュニケーションズ（1996年1月25日）TKCA-70810

## 実写映画
2022年10月14日に公開。監督は平川雄一朗、主演は清野菜名と松坂桃李。アニメ映画を再現した「あの頃」とオリジナルストーリーの「10年後」の二重構成で描かれる。当初は2020年9月18日に公開予定だったが、新型コロナウイルスの感染拡大によって海外への渡航および撮影が困難となったため、公開延期が同年4月21日に発表された。撮影は神戸市で行われたほか、作中で描かれるイタリアのシーンは和歌山県のポルトヨーロッパで撮影された。
なお、天沢聖司がヴァイオリン職人を目指すというのはスタジオジブリのオリジナル設定のため、実写映画で同じにするわけにはいかず、「松坂桃李がチェロケースを背負って、イタリアの街並みを歩いていたらカッコいいんじゃないか」ということからチェロ奏者に変えられている。

### キャスト（実写映画）
- 月島雫 - 清野菜名
  - 中学生時代 - 安原琉那[3]
- 天沢聖司 - 松坂桃李
  - 中学生時代 - 中川翼[3]
- 杉村竜也 - 山田裕貴[40]
  - 中学生時代 - 荒木飛羽[40]
- 原田夕子 - 内田理央[40]
  - 中学生時代 - 住友沙来[40]
- 雫が勤務する出版社
  - 堀内部長 - 音尾琢真[41]
  - 津田みどり - 松本まりか[41]
  - 高木洋輔 - 中田圭祐[41]
- 月島靖也 - 小林隆[41]
- 月島朝子 - 森口瑤子[41]
- 園村真琴 - 田中圭[41]
- 西司朗 - 近藤正臣[41]
- サラ - カノア[42]
- バッハ - アドリエル[42]
- シューマン - ウェス・W[42]

### スタッフ（実写映画）
- 原作 - 柊あおい『耳をすませば』（集英社文庫〈コミック版〉刊）
- 脚本・監督 - 平川雄一朗
- 主題歌 - 杏「翼をください」（編曲・武部聡志）（ソニー・ミュージックレーベルズ）[43][44]
- 製作 - 髙橋敏弘、ウィリアム・アイアトン
- エグゼクティブプロデューサー - 吉田繁暁、上木則安
- 企画 - 古久保宏子、奥田誠治
- プロデューサー - 西麻美、新垣弘隆、長澤佳也
- 撮影 - 中山光一（J.S.C.）
- 照明 - 藤井勇
- 美術 - 相馬直樹
- 録音 - 豊田真一
- 音楽 - 髙見優
- 編集 - 山口牧子
- 記録 - 小宮尚子
- 装飾 - 田中宏
- 美術進行 - 福田宣
- スタイリスト - 中村さよこ
- ヘアメイク - 五十嵐良恵
- VFXスーパーバイザー - 桑原雅志
- VFXディレクター - 伊藤峻太
- 監督補 - 神徳幸治
- ラインプロデューサー - 宿崎恵造、田村菜摘
- アシスタントプロデューサー - 柳田裕介
- 音楽プロデューサー - 北原京子
- 制作プロダクション - オフィスクレッシェンド
- 配給 - ソニー・ピクチャーズ エンタテインメント、松竹
- 製作幹事 - 松竹、ソニー・ピクチャーズ エンタテインメント
- 製作 - 映画「耳をすませば」製作委員会（松竹、ソニー・ピクチャーズ エンタテインメント、イオンエンターテイメント、松竹ブロードキャスティング、ニッポン放送）

### テレビ放送の視聴率
| 回数 | 放送日        | 視聴率 | 備考 |
| ---- | ------------- | ------ | ---- |
| 1    | 2024年5月10日 | 6.5%   |      |